# Соборная школа (Турку)
Соборная школа в Турку (Або) (швед. Katedralskolan i Åbo) — шведоязычная гимназия города Турку, основанная в 1276 году. Является самым старым непрерывно действующим школьным учреждением Финляндии.

## История
Нынешнее учебное заведение возникло в 1971 году после объединения Шведского классического лицея и Шведского женского лицея. В 1975 году с учебным заведением объединился Шведский смешанный лицей.
В школе насчитывается около 260 учеников и 24 преподавателя. Школа является единственным шведоязычным средним учебным заведением в Турку.

## Здание
Здание школы — это помещение бывшего апелляционного суда, относящееся к XVI веку. Цокольный этаж наиболее старый — XIV век. Во время пожара Турку 1827 года здание сильно пострадало и было отреставрировано и в значительной мере перестроено в 1828 году по проекту архитектора Карла Людвига Энгеля.
В 2018 году в связи с реконструкцией школьного спортзала, под полом были обнаружены руины строений XIV века.

## Публикации
- Tigerstedt R. Åbo gymnasium 1828–1872 / af Robert Tigerstedt. (швед.) // Skrifter utgivna av Svenska litteratursällskapet i Finland — Helsingfors: SLS, 1919. — ISSN 0039-6842; 2490-1547